# Euechinoidea
Die Euechinoidea umfassen mit Ausnahme der Lanzenseeigel (Chidaridae) alle heute lebenden Seeigel-Arten. Sie werden in vier Überordnungen unterteilt. Die Euechinoidea gibt es seit der Trias.

## Systematik
Überordnungen/Ordnungen/Familien (unvollständig)
- Atelostomata Zittel, 1879
  - Herzigel (Spatangoida)
- Diadematacea Duncan, 1889
  - Diadematoida
    - Diademseeigel (Diadematidae)

  - Lederseeigel (Echinothurioida)
- Echinacea Claus, 1876
  - Echte Seeigel (Echinoida) 
    - Bohr- und Griffelseeigel (Echinometridae)
    - Strongylocentrotidae
- Gnathostomata Zittel, 1879
  - Sanddollars (Clypeasteroida)

Diadematacea und Echinacea wurden früher als Regularia (Seeigel mit radialsymmetrischem Kalkskelett) zusammengefasst, Atelostomata und Gnathostomata bildeten die Irregularia (Seeigel mit bilateraler Symmetrie). Dies gilt heute als überholt, da es bei den Echinacea sowohl reguläre als auch irreguläre Formen vorkommen.

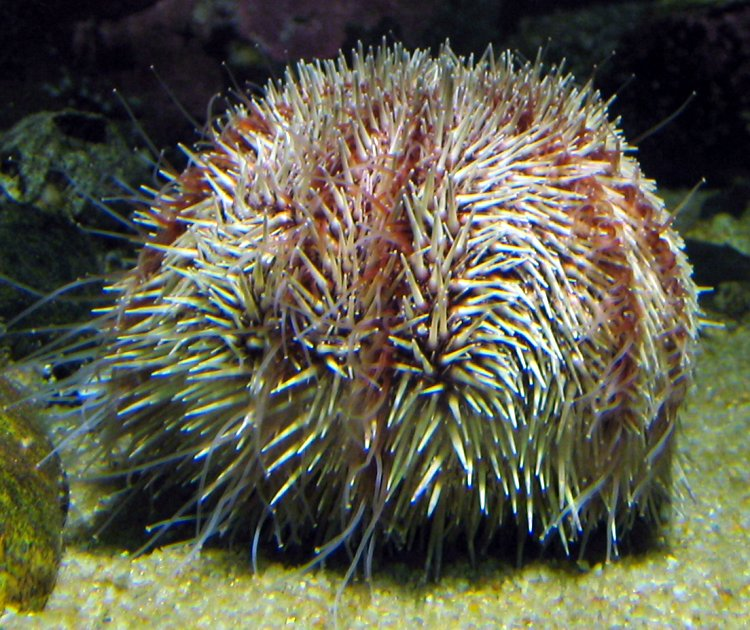
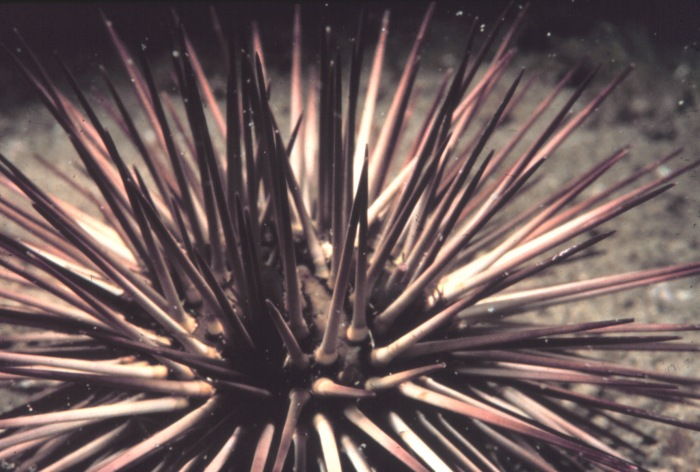
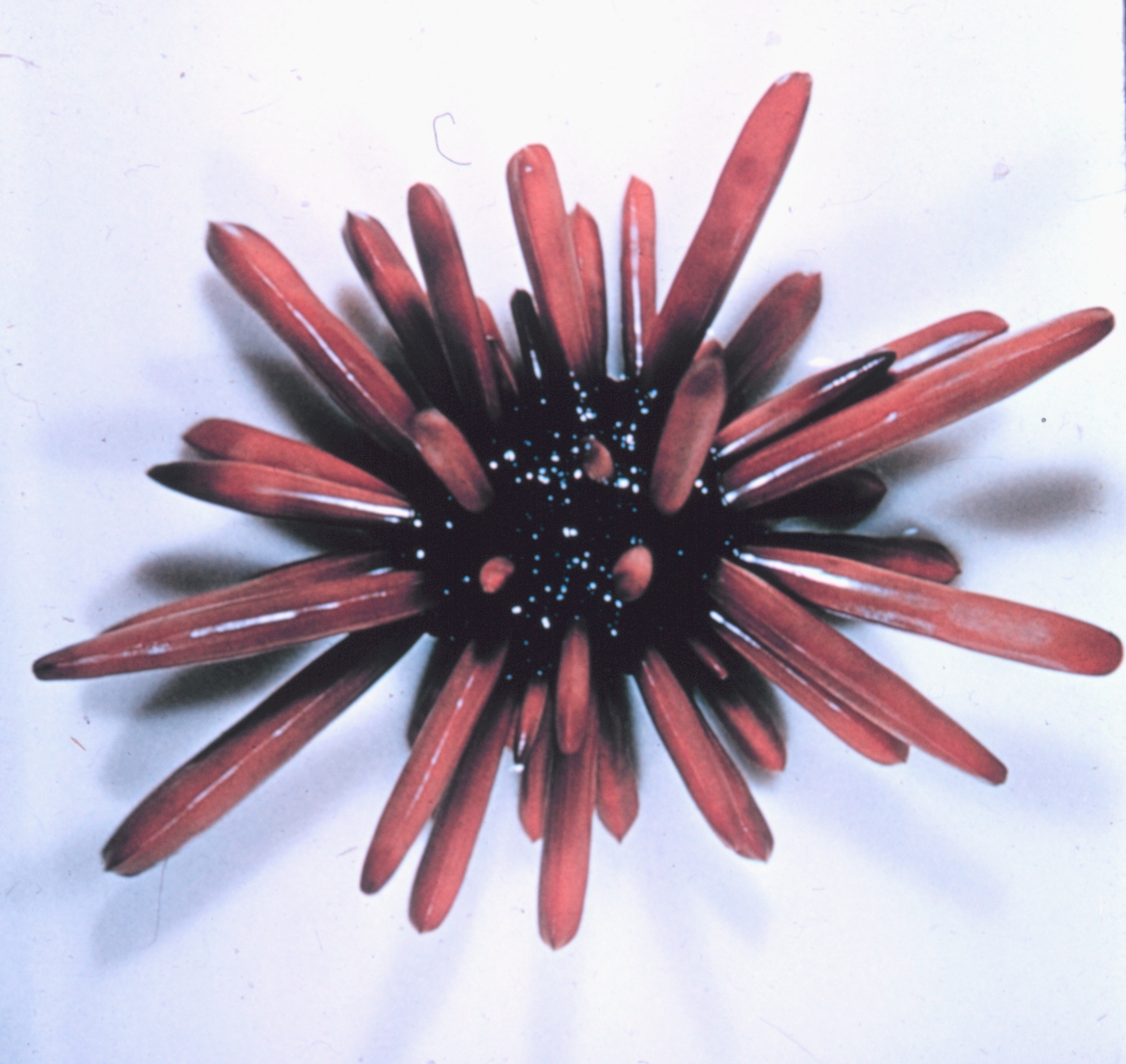
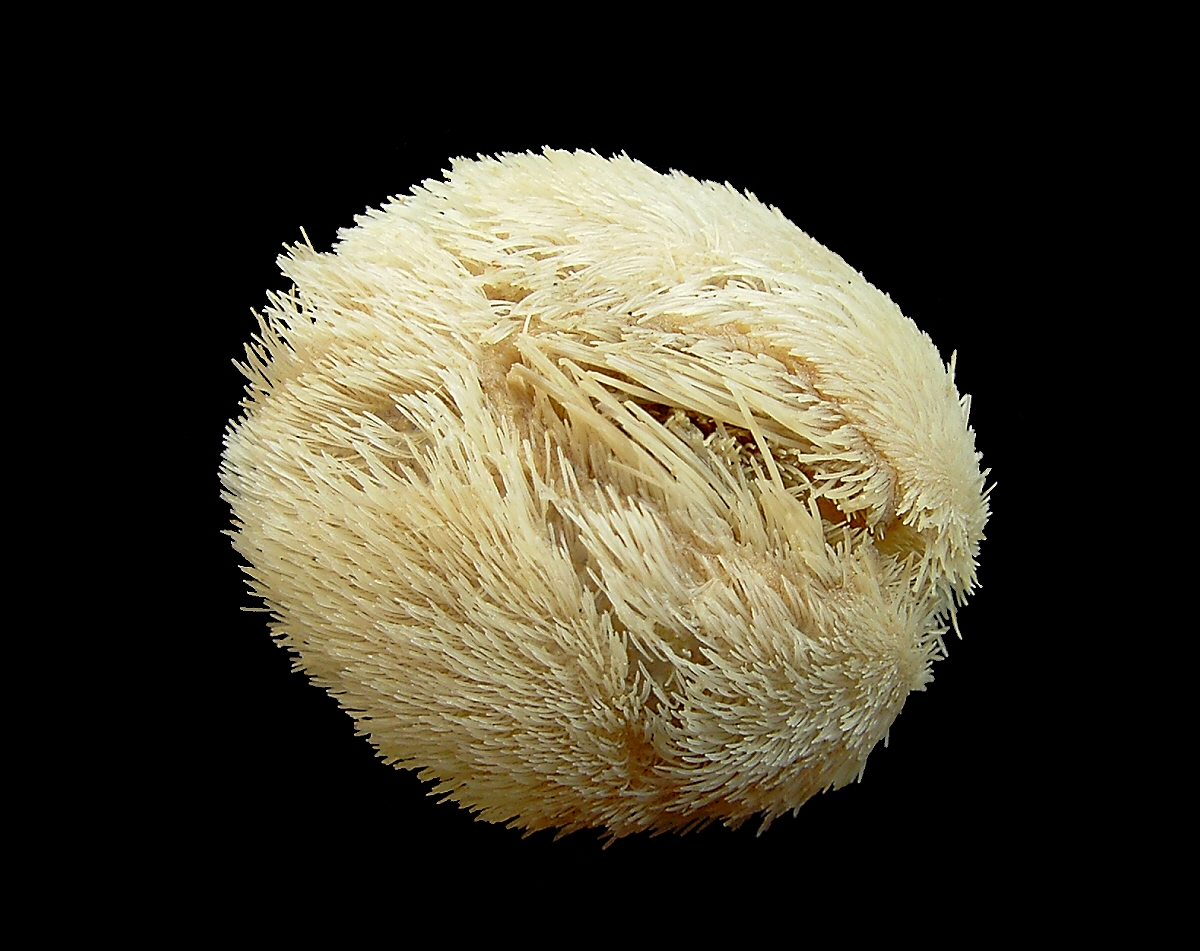